# Rumuński strój ludowy
Rumuński strój ludowy – odzież noszona przez ludność Rumunii, podkreślająca zróżnicowanie regionalne, w tym etnograficzną różnorodność pod względem wykonania i funkcji stroju.

## RegionMarmarosz

### Zróżnicowanie strojów maramurskich

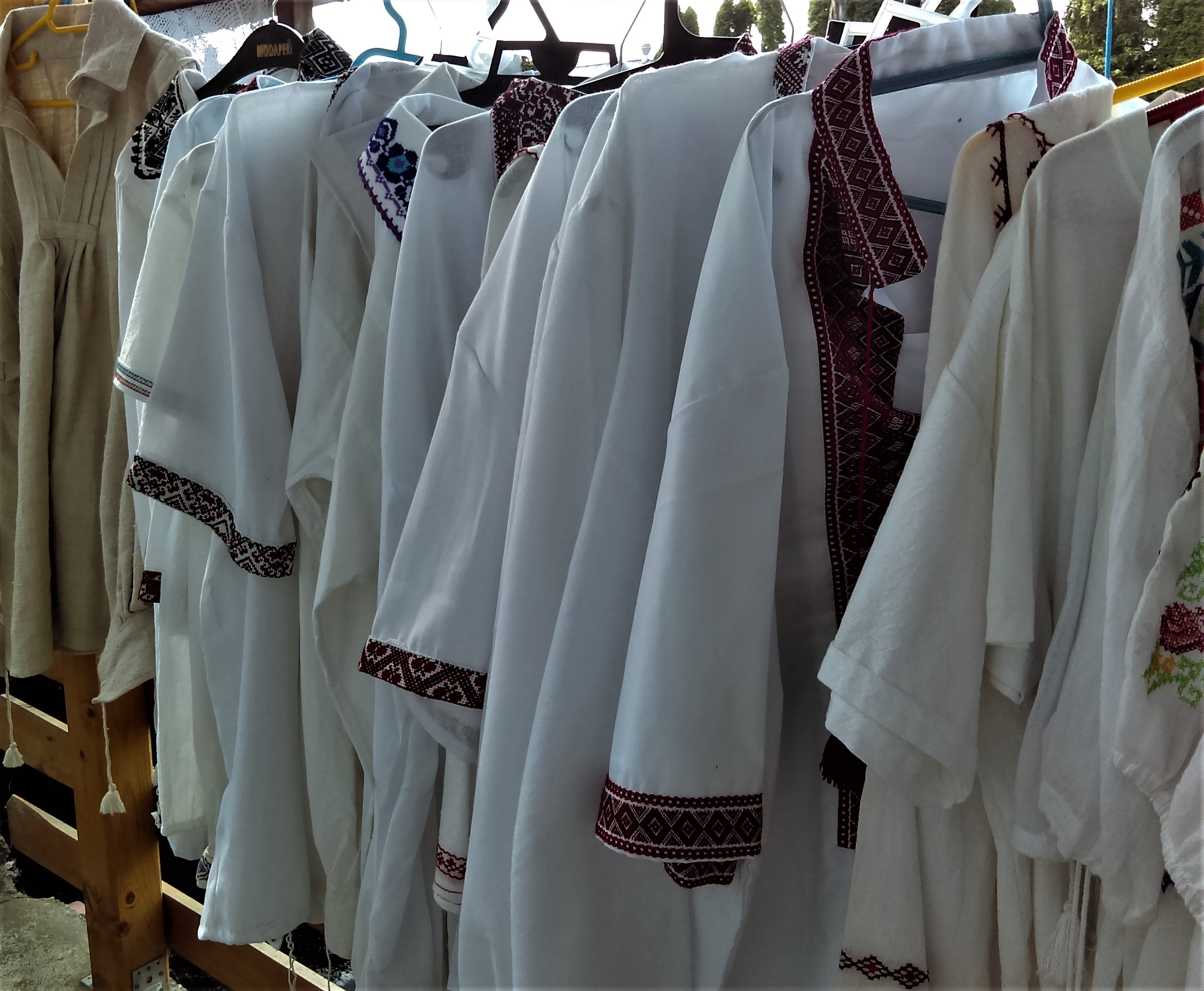
Stroje z Săpânța (okręg Marmarosz) – sprzedaż na targu.

W obecnych granicach obszaru Maramuresz spotkać możemy następujące stroje regionalne: z Codru, Chioara, Lapus i maramurański. Stroje regionu Codru i Chioara różnią się od strojów typowo maramurskich, ponieważ regiony te nie leżały w historycznych granicach regionu Maramuresz. Jest to widoczne zwłaszcza w zastosowaniu wzorów florystycznych. Ponadto w historycznym Maramuresz występował strój mniejszości niemieckiej, węgierskiej i ukraińskiej. Różnorodność opisywanych strojów wynika również z czasu w jakim powstawały i mody, które przyczyniły się do zaistnienia różnych odmian i wariantów, stąd na przykład, stroje typu miejskiego,  mające najnowsze pochodzenie.
Współcześnie strój ludowy zakłada się powszechnie w okresie świąt religijnych, do kościoła. Zwyczaj nakazuje też, aby w trakcie ślubu strój ludowy nosili państwo młodzi i ich drużbowie. Osoby zmarłe chowano zazwyczaj w strojach ślubnych. Wszystkie te stroje można obejrzeć w Muzeum Etnografii i Sztuki Ludowej w Baia Mare w którym zaprezentowane są zabytki odpowiadające obszarowi współczesnego Maramuresz.

### Historia strojów maramurskich
Pierwotny strój większości rumuńskiej był biały ozdobiony haftem czarnym/czerwonym o motywach geometrycznych. Strój ten był zróżnicowany ze względu na status społeczny i wiek osoby noszącej, np. szlachta rumuńska nosiła strój w kolorach biało-czarnym, starsze kobiety – biały, a młode dziewczęta – biały z czerwono-czarnym haftem. Po 1850 roku, w latach odnowy tożsamości narodowej Rumunów, kobiece organizacje propagowały na wsi wprowadzenie jeszcze innych kolorów. Były to: żółty i niebieski, które wraz z czerwonym są kolorami rumuńskiej flagi narodowej. Aby ujednolicić tożsamość wiejskich mieszkańców różnych regionów Rumunii, organizacje te propagowały wprowadzanie do strojów maramurskich też innych wzorów dekoracyjnych.
Status społeczny i wiek osoby noszącej zwyczajowo wprowadzał różnorodność kobiecych strojów maramurskich także w sposobach noszenia zapasek oraz chustek i szali. Na przykład w regionie Lapus i w Maramuresz kobiety nosiły zarówno zapaskę przednią, jak i tylną. W pozostałych regionach tylną mogły nosić tylko mężatki. Miał chronić ich przyszłe dzieci przed urokiem. Podobnie szale – nie mogły ich nosić dziewczęta niezamężne. Babcie, niezależnie od wieku musiały wiązać chustki pod brodą, reszta kobiet z tyłu głowy. Normy stroju obowiązywały również mężczyzn: żonaty nie wychodził z domu bez nakrycia głowy, stary zaś – zapuszczał włosy, które, jako oznakę mądrości nosił rozpuszczone.
Rumuński strój maramurski podlegał też wpływom strojów mniejszości narodowych zamieszkujących ten obszar. Duże podobieństwo wykazują w Maramuresz stroje rumuński i ukraiński. Widoczne są też wpływy węgierskie. Te ostatnie różnią się jednak motywami dekoracyjnymi. Podczas gdy w stroju węgierskim dekoracje były głównie florystyczne, w rumuńskim – geometryczne. Ludowy strój rumuński podlegał też wpływom strojów miejskich czy mundurów armii austriackieMaramureszj.

### Charakterystyka strojów
Maramuresz

Młodzież w strojach ludowych w orszaku weselnym (Bogdan Vodӑ, Maramuresz).

W stroju ludowym Rumunii, bez względu na region, podstawowym jego elementem jest koszula zarówno męska jak i kobieca uszyta z samodziałowego płótna konopno-bawełnianego lub lnianego. Jej linia, krój i ornamentacja jest wyznacznikiem danego regionu. Podczas gdy na większości obszaru Rumunii wycięcia pod szyją są małe, kobiece koszule z Maramuresz mają głębszy, kwadratowy dekolt. Generalnie zdobią je szlaki haftu białymi, czarnymi lub czerwonymi nićmi wokół brzegów, na kołnierzykach wykładanych, stójkach, wzdłuż rozcięcia na przodzie, wzdłuż szwów zarówno na przodzie i z tyłu, oraz na rękawach. Przyjęły się też bluzki typu miejskiego z szerokimi, luźnymi rękawami, ozdobione szlakami haftu o motywach geometrycznych.
Archaiczną formę spódnicy stanowiły, noszone na długiej koszuli, dwie długie prostokątne zapaski; przednia i tylna zwane catrintą lub zadią, przytrzymywane w talii krajką. Późniejsza forma spódnicy, która przejęta została ze stroju miejskiego, jest zebrana w pasie w zakładki i wszyta w pasek. Zwana jest fustą. Wełniane zapaski wykonane są z tkanin samodziałowych w czarno-czerwone pasy. Kobiety okrywają głowy kolorowymi, kaszmirowymi chustkami o wzorze kwiatowym, drukowanym w rogach. W stroju weselnym kobiety występuje mały, ozdobny toczek. Ozdoby kobiece to: koraliki i naszyjniki z monet i srebrne bransolety oraz srebrne i metalowe pierścionki, które nosiły nawet małe dziewczynki. Na szyi nosiły czarne, wełniane opaski wyszywane koralikami zwane latitar.
Mężczyźni nosili koszule z małymi kołnierzykami, z szerokimi rękawami, ozdobnie haftowanymi, latem charakterystyczne białe, szerokie spodnie czasem na końcu ozdobione wymyślnym cięciem, długości przed kostkę. Zimą zaś obcisłe, wełniane, białe – zwane cioareci. W regionach górskich, zimą, także kobiety nosiły takie spodnie pod spódnicami, wówczas spodnie te nosiły nazwę tureci. Latem mężczyźni zakładali małe, słomiane kapelusiki ze zwężającą się ku górze główką, ozdabiane takimi samymi opaskami, jakie kobiety nosiły na szyjach. Mężczyzna, który miał powodzenie u kobiet, nosił wiele takich opasek, gdyż otrzymywał je na dowód sympatii od zainteresowanych nim dziewcząt.
Zarówno mężczyźni, jak i kobiety nosili wełniane serdaki (pieptar), zwykle haftowane i ozdabiane barwnymi frędzlami z przodu. Pieptar często wykonany był z owczej skóry wyprawionej na biały kolor, oblamowany na brzegach czarną oprymą. Pasterze zaś nosili futrzane peleryny (kimir) zarzucane na ramiona futrem na zewnątrz, gdy było zimno, a do środka, gdy padał deszcz. W ochronie przed deszczem nosili kurtki z dużymi prostokątnymi kapturami. Stroju dopełniał szeroki, skórzany pas oraz wełniana, prostokątna sakwa na sznurku lub taśmie, barwna, pasiasta lub jednobarwna. Kapelusz z filcu o szerokim i płaskim rondzie czasem ozdabiany bywał naturalnymi kwiatami. Zimą nosili futrzane czapki w kształcie stożka lub walca.

Na nogach, zarówno kobiety, jak i mężczyźni nosili bawełniane lub wełniane skarpety, wcześniej onuce oraz kierpce wiązane rzemykami lub wełnianymi, względnie konopnymi sznurami. Obuwie typu kierpce z wysokimi zagiętymi do góry noskami wykonywane były ręcznie z różnych rodzajów skór. Zimą noszono wysokie czarne buty z cholewami, z wyprawionej i odpowiednio cieniowanej skóry, z zelówkami pogrubionymi kilkoma warstwami skóry. 
Lăpuș

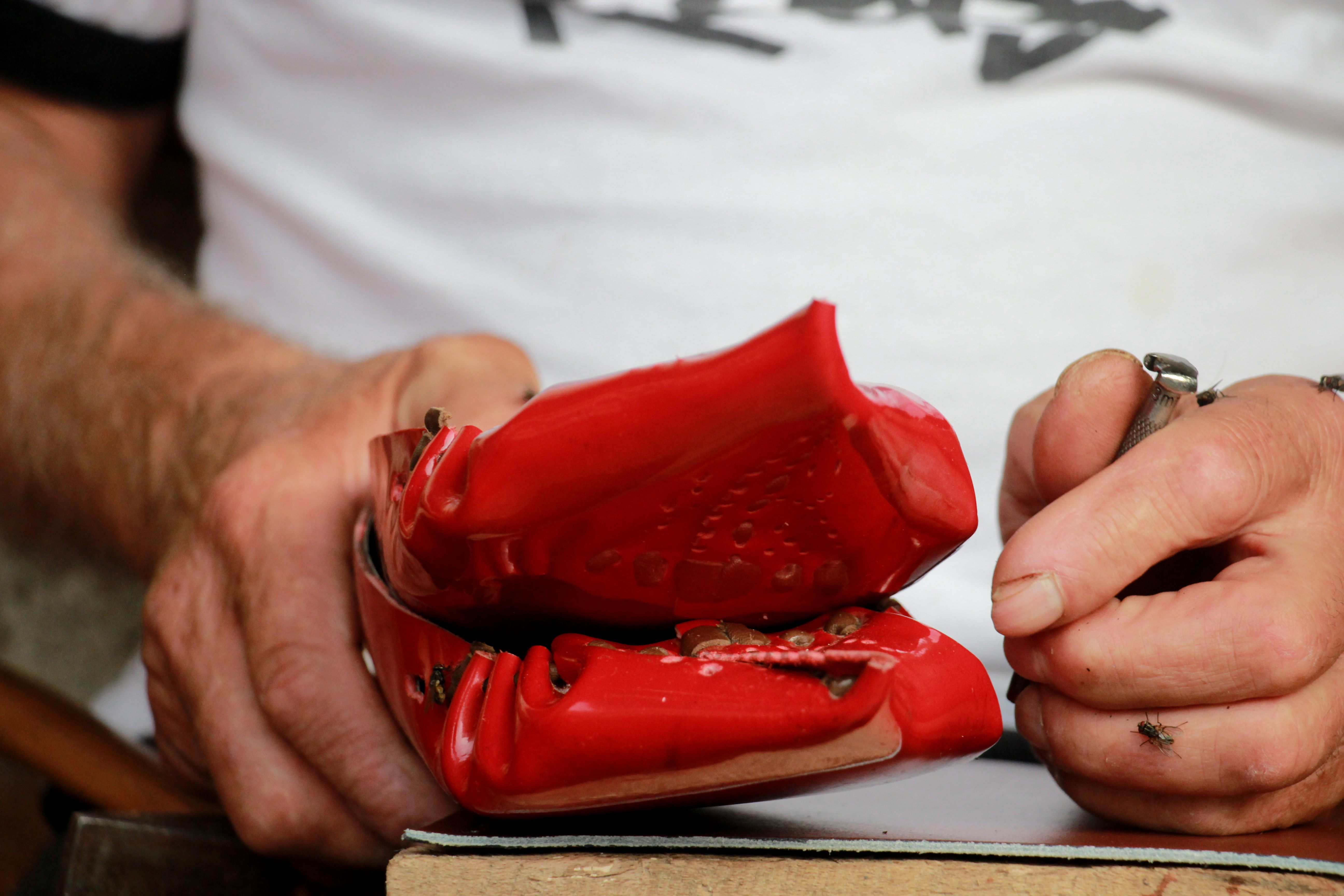
Kierpce rumuńskie (opinca) – praca rzemieślnika, region Maramuresz

Białe kobiece koszule z samodziałowego płótna konopno-bawełnianego, mają krój bezprzyramkowy, marszczony, z okrągłym wycięciem pod szyją i szerokimi rękawami zakończonymi długimi falbanami. Koszule tego typu, zwane ciupag są w górnej części przodu bardzo drobniutko zmarszczone i pokryte gęstym czerwonym haftem w formie trapezu w motywy rombu. Szlakami haftu ponadto pokryte są pionowe szwy koszuli oraz rękawy na wysokości łokci i nadgarstków. Obok haftów w stroju lapuskim pojawia się na koszulach wzór tkany. Na białe spódnice zakładało się podwójne zapaski (catrinta) czarne, tkane we wzór geometryczny w dolnym pasie przytrzymywane krajkami utkanymi z różnokolorowej włóczki wełnianej. Okryciem głowy były chustki ręcznie haftowane na rogach. Kobiety nosiły też ozdoby z metalowych koralików oraz bransolety srebrne lub z innych metali.
Mężczyźni nosili białe koszule, podobnie jak w stroju męskim maramurskim, jednak nieco dłuższe, z kołnierzem stójką, z bufiastymi rękawami, haftowane wzdłuż szwów. Letnie, płócienne, szerokie do kostek spodnie, które były czasem na brzegach ozdobione wymyślnym cięciem lub haftem. Na wełnianych spodniach zimowych haft biegł wzdłuż szwów. Zimą noszono serdaki futrzane, o prostym kroju oraz kożuchy haftowane wełną i sukmany krótkie lub długie, ozdabiane kolorowym haftem kordonkowym i pomponami. Na głowie latem mężczyźni nosili małe kapelusiki słomkowe, bogato zdobione kolorowymi taśmami lub kapelusze z filcu o rondzie z przodu opuszczonym, zaś z tyłu lekko wzniesionym. Zimą czapki futrzane, stożkowate lub proste. Na nogach, zarówno kobiety, jak i mężczyźni nosili wełniane skarpety oraz kierpce wiązane rzemykami, zimą wysokie, skórzane buty.
Codru
Koszula kobieca z płótna konopnego lub bawełnianego miała krój karczkowy. Uszyta była z osobną, dolną częścią zwaną podołkiem, ozdobiona białym, ażurowym haftem na karczku, ramionach i dolnej części rękawów wykończonych haftowanymi falbankami. Spódnica marszczona w pasie, czarna we wzór kwiatowy (fusta, androc). Stroju dopełniał czarny fartuch kaszmirowy w kwiaty lub z szerokim szlakiem kwiatowym w dolnej części. Na głowie czerwona chustka kaszmirowa, drukowana w kwiaty, wiązana z tyłu głowy. Ozdoby: naszyjniki z korali prawdziwych, metalowych, srebrnych, szklanych paciorków weneckich, srebrne lub metalowe kolczyki, bransolety i pierścionki. Latem kobiety nosiły na nogach wełniane skarpety i kierpce zawiązywane rzemykiem wokół kostki i łydki.
Koszula męska miała krój przyramkowy z naszytymi poniżej przyramków trójkątnymi wstawkami. Kołnierzyk niski, z przodu rozcięcie zapinane na guziki. Rękawy szerokie, marszczone u dołu i wszyte w szerokie mankiety. Ozdabiana była białym haftem, podobnie jak kobieca, we wzory geometryczne. Mężczyźni nosili latem wysokie, słomkowe kapelusze ozdobione słomianym sznurkiem ułożonym we wzory pętelkowe lub kapelusze ozdabiane żywymi lub sztucznymi kwiatami, czasem piórem lub metalowymi koralikami. Zimą zaś futrzane, o stożkowym kształcie czapki z „mankietem” nad czołem. Buty podobne, jak w innych odmianach strojów regionu Maramuresz. Zarówno kobiety, jak i mężczyźni nosili sukienne płaszcze – sumany.
Chioara

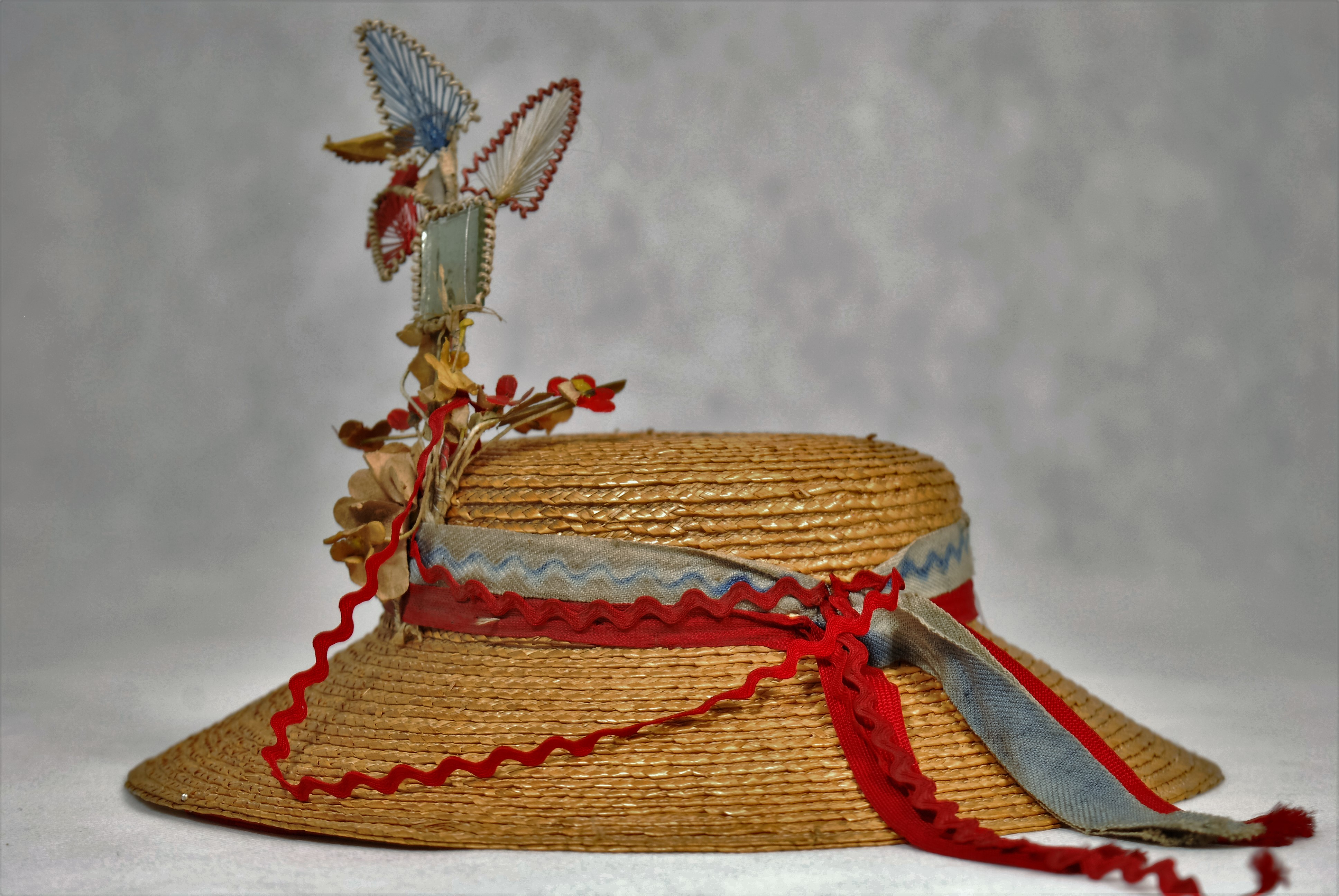
Kapelusz słomkowy – element stroju z regionu Maramuresz.

Kobiety nosiły białe koszule o kroju karczkowym, z doszytą w pasie dolną częścią zwaną podołkiem. Karczek ozdabiany był kolorowym haftem. Koszule dziewcząt zdobione były dodatkowo na ramionach i mankietach. Rękawy szerokie, luźne z szeroką falbaną na końcu. Kobiety zakładały czarne, podwójne zapaski w drobny rzucik kwiatowy, ze szlakiem dużych kwiatów wzdłuż dolnego brzegu. W wersji nowszej noszą spódnice typu miejskiego, białe, zebrane w pasie w zakładki, z fartuchami o wzorze kwiatowym u dołu. Noszą także czarne kamizele podobne do męskich, haftowane na obrzeżach we wzór kwiatowy. Zimowym okryciem były kożuchy średniej długości. Nogi owijały lnianymi, względnie wełnianymi onucami, które później zostały zastąpione gładkimi skarpetami, do tego czarne, skórzane pantofle lub wyższe sznurowane trzewiki. Na głowie chustki fabryczne, z drukowanym wzorem kwiatowym na całej powierzchni lub z wzorem tylko na brzegach.
Szyje ozdabiały czarnymi opaskami wyszywanymi kolorowymi koralikami, podobnie jak w stroju maramurskim. Ozdoby kobiece: metalowe lub szklane paciorki, kolczyki złote lub srebrne, srebrne bransolety i koralikowe opaski na głowę.
Główne elementy męskiego stroju: biała koszula konopno-bawełniana i letnie spodnie nad kostkę z płótna, ozdobione białym haftem oraz trójkątnym ornamentem w dolnej części, są charakterystyczne dla całego regionu. Zimą spodnie wełniane ozdabiane haftem wzdłuż szwów oraz kożuchy średniej długości (podobnie kobiety) ozdabiane z przodu i z tyłu haftem z kolorowych, wełnianych nici i aplikacją ze skóry lub metalu oraz skórzane, czarne, wysokie buty. Czarne kamizele, zdobione wąskim, barwnym szlakiem wzdłuż rozcięcia z przodu lub sukienne kurtki z rękawami. Podobny, jak w regionie Codru, słomkowy, wysoki kapelusz, dodatkowo obwiedziony czarną tasiemką lub filcowy kapelusz z rondem. Do ozdób kapelusza należą też naturalne kwiaty. Zimą futrzana czapka z czubem przechylonym w jedną stronę.